# Метесарі
Метесарі (рум. Mătăsari) — село у повіті Горж в Румунії. Входить до складу комуни Метесарі.
Село розташоване на відстані 242 км на захід від Бухареста, 25 км на південний захід від Тиргу-Жіу, 81 км на північний захід від Крайови.

## Населення
За даними перепису населення 2002 року у селі проживали 3872 особи.
Національний склад населення села:
| Національність | Кількість осіб | Відсоток |
| -------------- | -------------- | -------- |
| румуни         | 3854           | 99,5%    |
| угорці         | 11             | 0,3%     |
| цигани         | 6              | 0,2%     |

Рідною мовою назвали:
| Мова      | Кількість осіб | Відсоток |
| --------- | -------------- | -------- |
| румунська | 3864           | 99,8%    |
| угорська  | 7              | 0,2%     |